# Plasmapherese

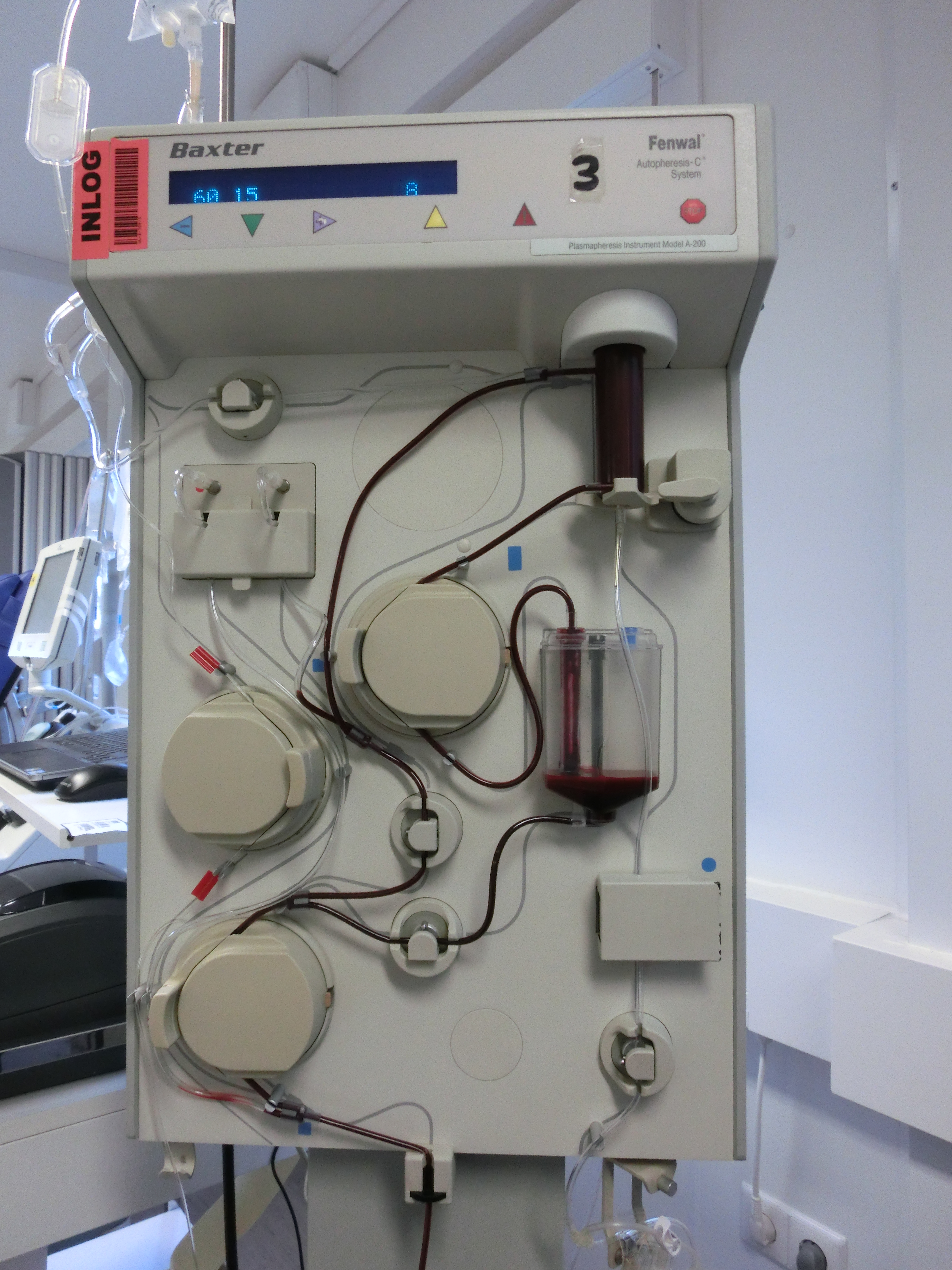
Plasmapheresegerät mit eingelegtem Einweg-Set, rechts oben die zylindrische Filter-Zentrifuge, rechts unten Sammelgefäß für das Blutzellenkonzentrat, dessen Inhalt in mehreren Rückgaben zurückgepumpt wird. Großteils außerhalb des Bilds, rechts unten: Plasmasammelbeutel an Wiegehaken hängend und links oben: Beutel mit Infusions-Salzlösung. Links unten führen zwei Schläuche zum Luer-Lock der in der Vene liegenden Hohlnadel. (2014)

Der Begriff Plasmapherese (Plasmaseparation) oder Membranplasmaseparation beschreibt
- den Vorgang der Blutplasmatrennung, konkret die Gewinnung des Plasmas während der Spende manuell (veraltet) oder automatisch mit Plasmapheresegeräten (präparative Plasmapherese) oder
- als Blutreinigungsverfahren[1] den Austausch des Blutplasmas als therapeutische Maßnahme.

## Präparative Plasmapherese
Der spanische Hämatologe José Antonio Grifols Roig beschrieb als erster die systematische Anwendung der Plasmapherese-Technik beim Menschen. Seine Arbeit, die am 19. April 1952 im British Medical Journal veröffentlicht wurde, beruhte auf einer Studie mit 320 Spendern. Die Studie wurde auf dem 4. Internationalen Kongress für Bluttransfusionsmedizin vorgestellt.
Durch eine Nadel in der gestauten Vene einer Armbeuge fließt Blut in einem durch Pumpen, Druck- und optische Sensoren gesteuerten Prozess. In der schmal-zylindrischen Zentrifuge wird möglichst reines Plasma abgetrennt, in einem transparenten Behälter gesammelt und gewogen. Diese Fraktion ist gelb, in 5 cm Schichtdicke eher noch transparent, eine Trübung durch Fetttröpfchen ist unerwünscht und stört die Filtration. Die blutzellenreiche Fraktion ist dunkelrot und ab 1–2 mm Schichtdicke undurchsichtig, und deutlich dickflüssiger als das venöse Blut und wird in einem etwa 200 ml fassenden Rückgabebehälter gesammelt und verdünnt mit isotonischer Kochsalzlösung taktweise zurückgespeist. Ist die Zielmenge Plasma erreicht und die letzte Portion Dickblut zurückgeflossen, wird noch das Set samt Zentrifuge mit Salzlösung gespült, um die Blutkörperchen möglichst vollständig zurückzugeben.
Dieses Trennverfahren ist eine spezielle Form der Apherese. Der Plasmasammelbeutel wird durch Abschweißen des Zulaufschlauchs hermetisch verschlossen und rasch, spätestens binnen einer Stunde tiefgefroren. Dieses Produkt kann zu Plasma zur direkten therapeutischen Anwendung verarbeitet werden oder wird als Ausgangsstoff zur Fraktionierung und für Plasmaderivate an die Industrie verwendet.
Der Spendevorgang dauert für einen Spender rund 30 bis 70 Minuten. Der Vorteil der reinen Plasmaspende gegenüber einer Vollblutspende mit späterer Trennung ist der, dass der Spender nur wenige der wichtigen roten Blutkörperchen verliert. Der entstehende Flüssigkeitsverlust wird durch einströmendes Zellwasser aus dem Gewebe rasch ausgeglichen, wodurch der Spender kaum belastet wird. Im Gegensatz zu Blutzellen werden die Eiweiße des Plasmas wie Gerinnungsfaktoren und Albumin innerhalb von zwei Tagen bis zu einer Woche voll ausgeglichen und ersetzt, womit der Spender sehr schnell wieder spendefähig wird. Bei einer Vollblutspende wären mindestens acht Wochen (56 Tage) Erholung bis zur nächsten Spende notwendig.
Das tiefgefrorene Blutplasma wird weiterbearbeitet und zu Frischplasmakonzentraten (FFP, GFP) aufbereitet, die als tiefgefrorene oder lyophilisierte Präparate zur Behandlung von Gerinnungsstörungen, Plasmaaustausch und Massivtransfusion angewendet werden. Es wird aber in seiner Hauptmenge durch Plasmafraktionierung zur Herstellung von Humanalbuminlösungen, Gerinnungsfaktoren und Immunglobulinen (Plasmaderivate) verwendet.

## Therapeutische Plasmapherese
Die therapeutische Plasmapherese ist eine Austauschbehandlung, bei der mittels eines Plasmapheresegerätes das patienteneigene Plasma abzentrifugiert und abgefiltert, gleichzeitig aber durch eine Substitutionslösung ersetzt wird, die Elektrolyte, Puffersubstanzen (in der Regel Hydrogencarbonat) und etwa fünf Prozent Albumin oder Frischplasmakonzentrate enthält. Diese Rezeptur simuliert körpereigenes Plasma.
Einsatz findet diese Form der Behandlung, die in der Regel von Nephrologen durchgeführt wird, bei Autoimmunerkrankungen, die einer schnellen Elimination von Antikörpern oder Antigen-Antikörper-Komplexen aus dem Blut bedürfen, da ansonsten schwere Organschäden oder der Tod unvermeidbar sind, bei vitalbedrohlichen Vergiftungen, bei denen das Toxin eine hohe Eiweißbindung aufweist, sowie bei einer pathologischen Erhöhung von Plasmaeiweißen mit konsekutiver Viskositätssteigerung mit Auftreten von zentralnervösen Symptomen. War in den ersten Jahren nach Schaffung der technischen Möglichkeiten zur therapeutischen Plasmapherese die Indikationsstellung breit, so sind die nachweislich sinnvollen Einsatzgebiete mit zunehmender Erfahrung heutzutage sehr begrenzt: Das Goodpasture-Syndrom und das im Rahmen von Plasmozytomerkrankungen auftretende Hyperviskositätssyndrom werden mit Plasmapherese behandelt. Weiterhin spielt die Plasmapherese eine wichtige Rolle bei der Therapie von schubförmig verlaufender Multipler Sklerose, falls die Behandlung mit Glukokortikoiden fehlschlägt. Etabliert ist der Einsatz der Plasmapherese auch beim Guillain-Barré-Syndrom, der thrombotisch-thrombozytopenischen Purpura sowie bei der chronischen inflammatorischen demyelinisierenden Polyneuropathie (CIDP). Auch bei vorliegen eines Leberversagens kann die Methode erwogen werden.